# Block Island
Block Island — метеорит, найденный марсоходом Оппортьюнити (англ. Opportunity) в августе 2009 года.
Состоит в основном из железа с примесями никеля.
Block Island стал первым метеоритом, найденным на Марсе в этом месте. После него, были найдены ещё два метеорита — Mackinac и Shelter Island.
Метеорит Block Island является самым большим метеоритом, найденным когда-либо на Марсе. Размер метеорита составляет 60 сантиметров в поперечнике и 30 см в высоту.
Исследователи NASA полагают, что метеорит упал примерно 3,5 миллиарда лет назад.